# Por um Punhado de Dólares
Por um Punhado de Dólares (em italiano:  Per un pugno di dollari; em alemão:  Für eine Handvoll Dollar; em castelhano:  Por un puñado de dólares) é um filme teuto-hispano-italiano de 1964, dos gêneros ação, faroeste e suspense, dirigido por Sergio Leone e estrelado por Clint Eastwood em seu primeiro papel principal, ao lado de Gian Maria Volontè, Marianne Koch, Wolfgang Lukschy, Sieghardt Rupp, José Calvo, Antonio Prieto e Joseph Egger.. O filme teve um orçamento baixo (relatado em US $ 200.000), com Eastwood recebendo US $ 15.000 por seu papel.
Lançado na Itália em 1964 e depois nos Estados Unidos em 1967, iniciou a popularidade do gênero Western Spaghetti. Suas sequências: Por uns Dólares a Mais e Três Homens em Conflito, também foram estreladas por Eastwood. Coletivamente, os três filmes são conhecidos como "Trilogia dos Dólares", ou "Trilogia do Homem sem Nome". Os três filmes foram posteriormente lançados em sequência nos Estados Unidos em 1967, catapultando Eastwood para o estrelato. O filme foi identificado como um remake não oficial do filme de Akira Kurosawa, Yojimbo (1961), que resultou em uma ação bem sucedida da Toho, produtora de Yojimbo. Nos Estados Unidos, a campanha de publicidade da United Artists referiu-se ao personagem de Eastwood nos três filmes como "Homem sem Nome". Como poucos Westerns Spaghetti já haviam sido lançados nos Estados Unidos, muitos dos elenco e tripulação europeus assumiram outros nomes. Estes incluíram o próprio Leone ("Bob Robertson"), Gian Maria Volontè ("Johnny Wels") e o compositor Ennio Morricone ("Dan Savio"). Por um Punhado de Dólares foi filmado na Espanha, principalmente perto de Hoyo de Manzanares perto de Madri, mas também (como suas duas sequelas) no Deserto de Tabernas e no Parque Natural do Cabo de Gata-Níjar, ambos na província de Almería.

## Sinopse
Um pistoleiro sem nome chega a San Miguel, uma cidade mexicana próxima à fronteira com os EUA. A cidade é dividida por duas gangues rivais, os Rojos, contrabandistas de bebidas, e os Baxters, de armas. Com apoio do velho Silvanito, ele se aproveita desta rivalidade para enriquecer, atuando para os dois grupos, ao mesmo tempo em que procura ajudar Marisol, forçada a ser amante de Ramón Rojo.

## Elenco
- Clint Eastwood como Joe
- John Wells como Ramón Rojo
- Marianne Koch como Marisol
- Jose Calvo como Silvanito
- Joe Edger como Piripero
- Antonio Prieto como Benito Rojo
- Sieghardt Rupp como Esteban Rojo
- Wolfgang Lukschy como Xerife John Baxter
- Margherita Lozano como Consuelo Baxter
- Bruno Carotenuto como Antonio Baxter
- Daniel Martín como Julio
- Richard Stuyvesant como Chico
- Benito Stefanelli como Rubio
- Aldo Sambreli como Manolo

## Produção

### Desenvolvimento
Por um Punhado de Dólares foi inicialmente destinado por Leone para reinventar o gênero western na Itália. Na opinião dele, os filmes de faroeste americanos de meados do final dos anos 1950 ficaram estagnados, excessivamente pregadores e não acreditáveis. Apesar do fato de que até mesmo Hollywood começou reduzir a produção desses filmes, Leone sabia que ainda havia um mercado significativo na Europa para westerns. Ele observou que o público italiano ria das convenções dos westerns americanos e do trabalho pastiche dos diretores italianos que trabalhavam atrás de pseudônimos. Sua abordagem era levar a gramática do filme italiano e transpor-lo para um cenário western.
Eastwood não foi o primeiro ator que se aproximou a desempenhar o personagem principal. Originalmente, Sergio Leone pretendia que Henry Fonda interpretasse o "Homem Sem Nome". No entanto, a empresa de produção não conseguiu empregar uma grande estrela de Hollywood. Em seguida, Leone ofereceu o papel a Charles Bronson. Ele também declinou, argumentando que o roteiro era ruim. Tanto Fonda como Bronson mais tarde apareceriam no futuro filme de Leone, Era uma vez no Oeste (1968). Outros atores que desviaram do papel foram Henry Silva, Rory Calhoun, Tony Russel, Steve Reeves, Ty Hardin e James Coburn. Leone então voltou sua atenção para Richard Harrison, um ator americano expatriado que recentemente havia estrelado o primeiro western italiano, o Duello nel Texas. Harrison, no entanto, não ficou impressionado com a experiência de Leone com filmes anteriores e recusou. Os produtores apresentaram posteriormente uma lista de atores americanos disponíveis, menos conhecidos e pediram conselhos para Harrison. Harrison sugeriu Eastwood, que ele sabia que poderia interpretar um cowboy de forma convincente. Harrison declarou mais tarde: "Talvez o meu maior contributo para o cinema foi não fazer A Fistful of Dollars e ter recomendado Clint para o papel". Eastwood falou mais sobre a transição de um programa de televisão western para Por um Punhado de Dólares: "Em Rawhide, fiquei muito cansado de jogar o chapéu branco convencional ... o herói que beijava velhas e cães e era gentil com todos. Eu decidi que era hora de ser um anti-herói". Por um Punhado de Dólares foi uma coprodução Italiana/Alemã/Espanhola, por isso houve uma barreira linguística significativa no set. Leone não falava inglês, e Eastwood comunicava-se com o elenco italiano e a equipe técnica principalmente através do dublê Benito Stefanelli, que também atuou como intérprete sem licença para a produção e mais tarde aparece nos outros filmes de Leone. Semelhante a outros filmes italianos filmados na época, todas as filmagens foram filmadas em silêncio, e o diálogo e os efeitos sonoros foram duplicados na pós-produção. Para a versão italiana do filme, Eastwood foi dublado pelo ator de teatro e cinema Enrico Maria Salerno, cuja interpretação "sinistra" da voz do Homem Sem Nome contrastava com a interpretação convencida e mal humorada de Eastwood.

### Estilo visual
A Fistful of Dollars tornou-se o primeiro filme a exibir o famoso estilo distintivo da direção visual de Leone. Isso foi influenciado pelo paisagismo cinematográfico de John Ford e pelo método japonês de direção aperfeiçoado por Akira Kurosawa. Leone queria uma sensação de ópera para o seu oeste, e por isso há muitos exemplos de close-ups extremos nos rostos de diferentes personagens, funcionando como arias em uma ópera tradicional. O ritmo, a emoção e a comunicação dentro das cenas podem ser atribuídos ao enquadramento meticuloso de Leone sobre seus close-ups. Isso é muito diferente do uso de close-ups de Hollywood que os usou como cena de reação, geralmente para uma linha de diálogo que acabava de ser dita. Os close-ups de Leone são mais parecidos com retratos, muitas vezes iluminados com efeitos de iluminação do estilo renascentista, e são considerados por alguns como peças de design por direito próprio.
Eastwood foi fundamental para criar o estilo visual distintivo do Homem Sem Nome. Ele comprou jeans negros de uma loja de esporte no Hollywood Boulevard, o chapéu veio de uma empresa de guarda-roupa da Santa Monica e os cigarros da marca registrada da loja de Beverly Hills. Ele também trouxe adereços de Rawhide incluindo uma Colt, um cinturão de armas e esporas. O poncho foi adquirido na Espanha. Foi Leone e designer de figurino Carlo Simi, que decidiu no poncho espanhol para o Homem Sem Nome. No DVD de aniversário de Três Homens em Conflito, foi dito que enquanto o próprio Eastwood é um não-fumante, sentia que o sabor sujo do charuto em sua boca o colocava no estado certo da mente para seu personagem. Leone teria levado ao estilo distintivo de Eastwood rapidamente e comentou que "Mais do que um ator, eu precisava de uma máscara, e Eastwood, na época, só tinha duas expressões: com chapéu e sem chapéu".

#### Design do título
Iginio Lardani criou o design do título do filme.

### Trilha sonora
A música do filme foi escrita por Ennio Morricone, creditado como Dan Savio.
Leone pediu a Morricone que escrevesse um tema semelhante ao El Degüello de Dimitri Tiomkin (usado em Rio Bravo, 1959). Embora os dois temas sejam semelhantes, Morricone afirma que ele usou uma canção de ninar que ele havia composto antes e desenvolveu o tema a partir disso. Ele acrescenta que o que faz com que os dois temas sejam semelhantes é a execução, não o arranjo.
Em 1962, o vocalista americano expatriado Peter Tevis gravou uma versão de "Pastures of Plenty" de Woody Guthrie que foi organizada por Morricone. Durante uma conferência com Morricone sobre a música no filme, uma gravação de Pastures of Plenty de Tevis foi tocada. Sergio Leone disse: "É isso" com Tevis afirmando que a música e os arranjos musicais foram copiados para a música para os títulos de abertura "Titoli".
"Algumas das músicas foram escritas antes do filme, o que é incomum. Os filmes de Leone foram feitos assim porque ele queria que a música fosse uma parte importante disso, e ele muitas vezes manteve as cenas mais simples simplesmente porque ele não queria que a música terminasse. É por isso que os filmes são tão lentos - por causa da música ".
Embora não usado no filme completo, Peter Tevis gravou letras para o tema principal de Morricone para o filme.
Faixas (2006 GDM version)
1. Titoli 2:58
2. Quasi morto 1:40
3. Musica sospesa 1:02
4. Square dance 1:36
5. Ramon 1:05
6. Consuelo Baxter 1:18
7. Doppi giochi 1:41
8. Per un pugno di dollari (1) 1:26
9. Scambio di prigionieri 0:55
10. Cavalcata 3:29
11. L'inseguimento 2:25
12. Tortura 9:31
13. Alla ricerca dell'evaso 1:22
14. Senza pietà 2:08
15. La reazione 2:36
16. Per un pugno di dollari (2) 1:49
17. Per un pugno di dollari (finale) 1:09

## Lançamento e recepção
Por um Punhado de Dólares foi lançado na Itália em setembro de 1964. Sobre o lançamento teatral do filme, ele arrecadou mais do que qualquer outro filme italiano até esse ponto. Em janeiro de 1967, o filme estreou nos Estados Unidos arrecadando US $ 4,5 milhões no ano. Eventualmente, arrecadou US $ 14,5 milhões em seu lançamento americano. Em 1969, foi re-lançado, ganhando US $ 1,2 milhão em aluguéis.
Quando o filme foi lançado na rede televisiva ABC em 23 de fevereiro de 1975, um prólogo de quatro minutos e meio foi adicionado ao filme para contextualizar o personagem e justificar a violência. Escrito e dirigido por Monte Hellman, apresentou um oficial não identificado (Harry Dean Stanton) que oferece ao Homem Sem Nome uma chance de perdão em troca de limpar a bagunça em San Miguel. Close-ups do rosto de Eastwood de imagens de arquivo são inseridos na cena ao lado da performance de Stanton.  Este prólogo abriu apresentações de televisão por alguns anos antes de desaparecer; Reapareceu no DVD da edição especial e no Blu-ray mais recente, juntamente com uma entrevista com o Monte Hellman sobre sua criação.
Após o lançamento americano do filme em 1967, Philip French e Bosley Crowther não ficaram impressionados com o filme em si. O crítico Philip French do The Observer afirmou: "O sadismo calculado do filme seria ofensivo se não fosse o riso neutralizante suscitado pela ridiculação de todo o exercício. Se alguém não soubesse a verdadeira proveniência do filme, adivinhar-se-ia que era um filme privado feito por um grupo de ricos fãs europeus de westerns em uma fazenda de gajos ... Por um Punhado de Dólares parece terrível, tem uma trilha sonora plana e morta, e é totalmente desprovido de sentimento humano ". Bosley Crowther, do The New York Times, tratou o filme não como pastiche, mas como uma paródia camp, afirmando que quase todos os clichês de westerns poderiam ser encontrados neste "filme violento, sinceramente sintético, mas envolvente, morboso". Ele passou a patrocinar o desempenho de Eastwood, afirmando: "Ele é simplesmente outra fabricação de uma personalidade, meio cowboy e meio gângster, passando pelas posturas e exercícios rituais de cada um ... Ele é uma fraude mórbida, divertida e campadânea".
No entanto, em resposta a essas críticas negativas imediatas, Howard Hughes, em seu livro Once Upon a Time in the Italian West, refletiu: "Os críticos americanos e britânicos optaram em grande parte por ignorar o lançamento de Fistful, poucos reconhecendo seu humor satírico ou seu estilo inovador, preferindo destruir os valores de produção de má qualidade ...". A recepção retrospectiva de Por um Punhado de Dólares tem sido muito mais positiva, observando-se como um filme extremamente influente em relação ao rejuvenescimento do gênero ocidental. O 67º Festival de Cinema de Cannes, realizado em 2014, comemorou o "50º aniversário do nascimento do Spaghetti Western ... mostrando Por um Punhado de Dólares". Quentin Tarantino, antes de hospedar o evento, em um comunicado de imprensa descreveu o filme como "a maior conquista na história do Cinema". Por um Punhado de Dólares alcançou uma classificação de 98% de aprovação com base em 43 críticas no Rotten Tomatoes, enquanto foi colocado no 8º lugar no 'Top 100 Westerns' do site.

## Disputa legal
O filme foi inspirado em Yojimbo, comédia satírica de Akira Kurosawa (escrito por Kurosawa e Ryuzo Kikushima). Acredita-se que este, por sua vez, seria baseado no romance Red Harvest, de Dashiell Hammett, apesar de não ter sido creditado.
Kurosawa insistiu em receber compensações, escrevendo a Leone: "é um ótimo filme, mas é o meu filme". Após certo tempo, os produtores de Kurosawa conseguiram obter uma compensação de cem mil dólares, mais 15% da fatura mundial do filme.